# ديف ميلر
ديف ميلر (بالإنجليزية: Dave Miller)‏ (21 يناير 1921 ميدلزبرة المملكة المتحدة - 15 مايو 1989) هو لاعب كرة قدم بريطاني.